# Ruisseau à l'Eau Claire (réservoir Gouin)
Le ruisseau à l’Eau Claire est un affluent de la baie Verreau (réservoir Gouin), coulant dans le territoire de l'agglomération de La Tuque, dans la région administrative de la Mauricie, dans la province au Québec, au
Canada.
Ce ruisseau traverse les cantons de Pfister et de Verreau.
La foresterie constitue la principale activité économique de cette vallée ; les activités récréotouristiques, en second. Diverses routes forestières secondaires desservent la vallée du ruisseau à l’Eau Claire pour accommoder les activités récréotouristiques et la foresterie. Ces routes forestières se connectent au sud à la route 212 qui dessert la rive nord du réservoir Gouin et relie au sud-est le village de Obedjiwan.
La surface du ruisseau à l’Eau Claire est habituellement gelée de la mi-novembre à la fin avril, toutefois la circulation sécuritaire sur la glace se fait généralement du début décembre à la fin de mars.

## Géographie
Les principaux bassins versants voisins du ruisseau à l’Eau Claire sont :
- côté nord : lac Pfister, ruisseau Eastman, Lac Nelson, rivière de la Queue de Castor, lac Beaucours ;
- côté est : baie Verreau, lac du Principal, ruisseau Verreau, lac Dubois ;
- côté sud : baie Verreau, lac Magnan ;
- côté ouest : rivière Ohomisiw, lac Omina, lac McSweeney, lac Mathieu, rivière Pokotciminikew, rivière Kakiskeaskoparinaniwok, rivière Kakospictikweak, lac Kawawiekamak.

Le ruisseau à l’Eau Claire prend naissance à l’embouchure du lac Pfister (longueur : 3,1 km ; altitude : 432 m) situé dans le canton de Pfister, dans La Tuque. Ce lac de tête comporte deux émissaires :
- embouchure située au nord-est du lac. Cette décharge coule sur 11,4 km vers le nord, notamment en traversant le Lac

Nelson, pour aller rejoindre un lac non identifié situé dans la zone de tête de la rivière de la Queue de Castor ; cette dernière coule vers le nord en empruntant successivement le cours des rivière Mégiscane, rivière Bell et rivière Nottaway ;
- embouchure située au sud-est, où début le cours ruisseau à l'Eau Claire.

L’embouchure Sud-Ouest du lac Pfister est située à :
- 17,7 km au nord de l’embouchure du ruisseau à l'Eau Claire ;
- 41,0 km au nord de la confluence du lac Magnan et du lac Brochu ;
- 72,6 km au nord-ouest du barrage Gouin[2].

À partir de l’embouchure du lac de tête (lac Pfister), le cours du ruisseau à l'Eau Claire coule entièrement en zone forestière et montagneuse sur 26,5 km selon les segments suivants :
- 6,6 km vers le sud-ouest dans le canton de Pfister, en formant un crochet vers l'ouest, puis en traversant sur 1,7 km le lac Micta Nimepar (longueur : 2,5 km ; altitude : 419 m) sur sa pleine longueur et en contournant par l'est une montagne dont le sommet atteint 538 m, jusqu’à la limite des cantons de Pfister et de Verreau ;
- 11,4 km vers le sud-est, en contournant par l'est une montagne dont le sommet atteint 534 km, jusque tout près de l’embouchure d’un lac non identifié (élévation : 403 km) lequel reçoit du côté est les eaux du lac du Principal ;
- 3,8 km vers le sud en recueillant en fin de segment les eaux de la rivière Ohomisiw (venant de l'ouest), jusqu’à la rive nord du lac Witiko ;
- 2,9 km vers le sud, en traversant le lac Witiko (longueur : 4,2 km ; altitude : 402 m) lequel reçoit du côté ouest les eaux de la décharge du lac Kamwakowok, jusqu’à son embouchure ;
- 1,8 km vers le sud dans le canton de Verreau en coupant la route 212, jusqu’à son embouchure[3].

La confluence du ruisseau à l'Eau Claire avec la baie Verreau est située à :
- 0,7 km au sud de la route 212 qui dessert la rive nord de la baie Verreau et du réservoir Gouin ;
- 24,5 km au nord-ouest de la confluence du lac Magnan et du lac Brochu ;
- 28,5 km au nord-est du centre du village de Obedjiwan ;
- 62,4 km au nord-ouest du barrage Gouin ;
- 117,5 km au nord-ouest du centre du village de Wemotaci ;
- 203 km au nord-ouest du centre-ville de La Tuque ;
- 313,7 km au nord-ouest de l’embouchure de la rivière Saint-Maurice (confluence avec le fleuve Saint-Laurent à Trois-Rivières).

Le ruisseau à l'Eau Claire se déverse dans le canton de Verreau sur la rive nord d’une baie Verreau. À partir de la confluence du ruisseau à l’Eau Claire et de la baie Verreau, le courant coule sur 69,3 km selon les segments :
- 5,0 km vers le sud-est en traversant la baie Verreau ;
- 64,3 km généralement vers le sud-est, jusqu’au barrage Gouin, en traversant notamment, le lac Magnan, le lac Brochu et la baie Kikendatch.

À partir du pied du barrage Gouin, le courant emprunte la rivière Saint-Maurice jusqu’à Trois-Rivières, où il se déverse dans le fleuve Saint-Laurent.

## Toponymie
Le toponyme ruisseau à l’Eau Claire a été officialisé le 5 décembre 1968 à la Commission de toponymie du Québec.